# Присяжний Володимир Тадеушович
Володимир Тадеушович Присяжний (нар. 13 лютого 1946 р., помер 10 листопада 2022 р., с.Кривачинці Волочиського району Хмельницької області) — поет, прозаїк, інженер.

## Життєпис
Володимир Тадеушович Присяжний народився 1946 року в с. Кривачинці Волочиського району Хмельницької області.
У 1963 році закінчив сільську середню школу.
У 1969 році закінчив геодезичний факультет (спеціальність: аерофотогеодезія)  Львівського політехнічного інституту (нині —Інститут Геодезії Національного університету «Львівська політехніка»).
1970—1972 рр. — служив у лавах Радянської армії. Офіцер запасу.
Із 1972 року працював на інженерних посадах у БМУ «Спецбуд» на будовах області.
Із 1987 — заступник голови правління ВАТ «Тернопільський кар'єр».

## Літературна діяльність
У 2003 році — лауреат обласної премії імені Володимира Вихруща .
Із 2004 року — член Національної спілки письменників України.
Із 2014 року — член редакційно-експертної групи при Тернопільській обласній видавничій раді.
Автор книг:
- «Остання соната» (1998)
- «Вулиці в полях» (1998)
- «Тиха тривога» (2002)
- «Долини днів» (2004)
- «Небесні кар'єри» (2009)
- «Долоні світанку» (2010)

## Публікації
- Присяжний В. Тиха тривога ; Горлицям долі гіркої ; Крона мрій ; Долонями сповита [Текст] / В. Присяжний // Літературне Тернопілля, 1984—2007 рр. : антологія / редкол. : Б. Бастюк, О. Герман, Р.Гром'як та ін. — Тернопіль: Терно-граф, 2007. — С. 483—485.